# Rolf Wilhelm (Politiker)
Rolf Wilhelm (* 19. Februar 1956 in Stuttgart) ist Polizeihauptmeister und Politiker der Republikaner (REP).

## Beruflicher Werdegang
Seine Mittlere Reife erlangte Rolf Wilhelm an einer Realschule in Stuttgart. 1973 trat er in die Bereitschaftspolizei Baden-Württemberg, II. Abteilung in Göppingen ein. 1975 wurde er zur Landespolizeidirektion Stuttgart II. Revier- und Streifendienst beim Polizeirevier Böheimstraße versetzt. Dort war er stellvertretender Dienstgruppenführer. Außerdem ist er Mitglied der Deutschen Polizeigewerkschaft im Deutschen Beamtenbund.

## Politische Karriere
Seit August 1987 ist Rolf Wilhelm Mitglied der Republikaner. Deren Kreisvorsitzender in Stuttgart ist Wilhelm seit 1988. Außerdem war er stellvertretender Landesvorsitzender von 1988 bis 1995. Er bekleidete auch das Amt eines Stadtrats in Stuttgart von 1989 bis 1992. Von 5. Mai 1992 bis 31. Mai 2001 (11. und 12. Wahlperiode) war er Mitglied des Landtags von Baden-Württemberg. Dort vertrat er den Wahlkreis Hechingen-Münsingen mit einem Zweitmandat.

## Familie
Rolf Wilhelm ist verheiratet und hat zwei Kinder.

## Weblink
- Auszug aus dem Abgeordnetenhandbuch des Landtags von Baden-Württemberg für die 12. Wahlperiode (PDF-Datei; 14 kB)

| Personendaten    | Personendaten                                          |
| ---------------- | ------------------------------------------------------ |
| NAME             | Wilhelm, Rolf                                          |
| KURZBESCHREIBUNG | deutscher Polizeihauptmeister und Politiker (REP), MdL |
| GEBURTSDATUM     | 19. Februar 1956                                       |
| GEBURTSORT       | Stuttgart                                              |